# Newcomb Corner
Newcomb Corner est une communauté située dans la municipalité régionale d'Halifax en Nouvelle-Écosse au Canada.